# اوشتراده
اوشتراده (به آلمانی: Osterrade) یک شهر در آلمان است که در دیمارشن واقع شده‌است. اوشتراده ۴۶۳ نفر جمعیت دارد.